# アリスン
アリスン（EARITHEN、3月28日-）は、日本の女性漫画家。岐阜県出身、東京都在住。牡羊座。O型。初期作品では、杏奈周子、杏成周子名義も使っている。

## 人物
高校2年生の頃、萩尾望都の作品を読んだのがきっかけで漫画家になろうと決意する。
20歳のとき『別冊マーガレット』（集英社）「がんばる女の子」でデビュー。
好きな食べ物は海老料理、ラーメン、ケーキ。趣味は陶芸。
既婚者で子供がおり（2013年時点）、ペネロペ・クルス的なイメージを持つ人物であるという。

## 作品
- からす伝（光文社コミックス）(1999/12/1)
- 恋愛カプセル（ミッシィコミックス） (2001/8)
- 美青年と野獣（ミッシィコミックス パステル） (2003/1/10)
- 侵蝕（ミッシィコミックス） (2003/9/6)
- 風の十二方位（ミッシィコミックス パステル） (2004/10/6)
- 本当のLove & H―愛について考える（ミッシィコミックス 恋愛白書パステル） (2004/12/6)
- 美少年の憂鬱（ミッシィコミックス ピンクパンチ） (2005/6/6)
- ロリータ反撃（ミッシィコミックス 恋愛白書パステル） (2006/1/10)
- 舞い降りたヴィーナス（原作：デビー・マッコーマー、エメラルドコミックス ハーレクインシリーズ） (2007/6/14)
- ロリータ乱撃（ミッシィコミックス 恋愛白書パステル） (2009/5/16)
- 社長が裸になったなら（MISSYCOMICS） (2010/3/17)
- 異国の誘惑（原作：キャロル・グレイス、ハーレクインコミックス・キララ） (2010/12/11)
- 社長に和服を脱がされて（ミッシィコミックスYLC〜パステルCollection） (2011/5/17)
- 先生とメイド（ミッシィコミックス） (2011/12/17)
- 恋愛必勝の法則（原作：ミシェル・ダナウェイ、ハーレクインコミックス・キララ） (2012/3/10)
- 紳士か悪魔か（MIU恋愛MAX COMICS） (2013/1/16)
- 拒絶された花婿（原作：ヘレン・ビアンチン、ハーレクインコミックス・キララ） (2013/7/11)
- 摩天楼の王子たち（MIU恋愛MAX COMICS） (2013/9/13)
- エロスフィレオ〜社内セフレ物語〜（MIU恋愛MAX COMICS） (2015/3/16)
- 思いがけない婚約（原作：ペニー・ジョーダン、ハーレクインコミックス） (2015/10/30)
- ドラゴンの花嫁（原作：デイ・ラクレア、ハーレクインコミックス） (2016/8/31)
- オリンポスの咎人 I マドックス（原作：ジーナ・ショウォルター、ハーレクインコミックス・エクストラ 9） (2017/6/24)
- オリンポスの咎人 V アーロン/女神の烙印（原作：ジーナ・ショウォルター、ハーレクインコミックス・エクストラ 13） (2017/10/24)
- 十二カ月の恋人（原作：ケイト・ウォーカー、ハーレクインコミックス）(2018/3/1)
- 不公平な恋の神様(原作：ルイーズ アレン、ハーレクインコミックス)(2018/6/29)
- 華やかな牢獄(原作：モディーン・ムーン、ハーレクインコミックス)(2019/3/30)
- 伯爵の華麗なる復讐(原作： シルヴィア アンドルー、ハーレクインコミックス)(2020/5/30)
- 彼が結婚する理由<ラミレス家の花嫁 I >(原作：エマ・ダーシー、ハーレクインコミックス・ダイヤ)(2020/10/1)
- 二つの顔を持つ恋人<ラミレス家の花嫁Ⅱ>(原作：ミシェル・リード、ハーレクインコミックス・ダイヤ) (2020/10/30)
- 清らかクンは高貴な童貞(小学館、フラワーコミックスアルファ、2020/11/10-) 既刊1巻
- 麗しきレッスン<ラミレス家の花嫁 Ⅲ>(原作：サンドラ・マートン、ハーレクインコミックス・ダイヤ) (2020/12/1)
- フィアンセ雇います(原作：ジャスミン・クレスウェル、ハーレクインコミックス・ダイヤ)(2021/7/1)
- かぐわしき天使 (原作:アン・グレイシー、ハーレクインコミックス)(2021/11/1)
- 沈黙の愛 (原作:キャスリン・ロス、ハーレクインコミックス)(2022/4/1)
- 悲しき愛人(原作:リンダ・コンラッド、ハーレクインコミックス)(2022/11/1)